# Прохоренко, Семён Андреевич
Семён Андреевич Прохоренко (1867—1957) — угольщик Среднего Урала, Герой Труда.

## Биография
Родился в Нижнем Тагиле 16 февраля 1867 года.
В двенадцать лет поступил работать на местный рудник гонщиком. Трудился сортировщиком руды и малахита, каталем, забойщиком.
С 1919 по 1933 годы работал на егоршинской шахте «Филипп».
В 66-летнем возрасте вышел на пенсию, имея подземный стаж 54 года.
Умер 15 декабря 1957 года.

## Награды
Звание Героя Труда присвоено постановлением ВЦИК от 1 декабря 1934 года. Грамота Прохоренко С. А. хранится в музее трудовой и боевой славы шахтеров.

## Память
В 1972 году в шахтоуправлении учрежден переходящий приз имени Героя Труда Прохоренко для добычных и проходческих бригад за достижение наивысшей производительности труда.